# Park Narodowy Vilsandi
Park Narodowy Vilsandi (est. Vilsandi rahvuspark) – park narodowy w zachodniej Estonii, w prowincji Sarema.

## Opis
Park Narodowy Vilsandi został założony w 1993 roku, leży w zachodniej Estonii w prowincji Sarema. Już od 1910 roku istniał tu Rezerwat Ptaków Vaika – pierwszy obszar objęty ochroną na terenie krajów bałtyckich. W 1957 roku powstał tu Rezerwat Przyrody Vaika, który w 1971 roku został przemianowany na Rezerwat Przyrody Vilsandi.
Park obejmuje ochroną powierzchnię 240 km², przy czym dwie trzecie to obszary morskie. Symbolem parku jest edredon zwyczajny. Linia brzegowa jest urozmaicona – od wybrzeża wydmowego z wydmami i szerokimi plażami, przez wybrzeże klifowe z niskimi klifami wapiennymi, po wybrzeże skaliste.
Na terenie parku znajduje się wiele jezior przybrzeżnych, powstałych w wyniku zamknięcia zatok morskich mierzejami w wyniku działania prądów przybrzeżnych. Na półwyspie Harilaid znajduje się latarnia morska Kiipsaare z 1933 roku, która w wyniku abrazji stoi w morzu w odległości ok. 50 m od brzegu.
Od 1997 roku park znajduje się na liście konwencji ramsarskiej i należy do sieci obszarów objętych ochroną przyrody na terytorium Unii Europejskiej – Natura 2000. Jest częścią Archipelagu Zachodnioestońskiego – rezerwatu biosfery UNESCO.

## Flora i fauna
Ok. 47% powierzchni lądowej parku to lasy (przede wszystkim bory sosnowe), 12% to łąki przybrzeżne, a 10% to nawapienne murawy typu alvar.
Na terenie parku odnotowano wiele chronionych gatunków roślin, rośnie tu m.in. brzeżyca jednokwiatowa, bylica nadmorska, mikołajek nadmorski, marzyca czarniawa, Rhinanthus osiliensis, a także 32 gatunki storczyków, m.in. Dactylorhiza osiliensis.
W wodach parku żyją m.in. sieja pospolita, łosoś szlachetny, minóg rzeczny i głowacz białopłetwy. Na terenach piaszczystych występuje ropucha paskówka.
W parku zarejestrowano 247 gatunków ptaków, z czego 114 gniazdujących. Z gatunków rzadkich spotkać tu można m.in. bielika, puchacza i biegusa zmiennego.
Park zamieszkują również łosie, jelenie, sarny i dziki, a w wodach przybrzeżnych żyją szarytki.